# Francisco Bronze

Pintor Português nascido em Ferragudo (Lagoa), em 1936.
Frequentou aulas de desenho/modelo nu, na SNBA, com o mestre Domingos Rebelo, em 1951.
Começou a expor em 1958, em mostras colectivas. Teve a 1ª exposição individual em 1960.
Em 1965 frequentou o Curso de Formação Artística da SNBA e começou a escrever crítica de arte na revista “ Colóquio” e em jornais. Fez parte da associação Internacional de Críticos de Arte (AICA).
Em 1969 efectuou uma viagem de estudo através da Europa, subsidiado pela Fundação Calouste Gulbenkian.
Em 1971 com José-Augusto França, Fernando Pernes e Rui Mário Gonçalves, integra o júri de selecção dos artistas representados na nova decoração do café "A Brasileira", no Chiado.
Em 1972 permanece 3 meses em Paris. No regresso, volta à pintura que entretanto abandonara.
Em 1975 abandona a crítica de arte.
Tem realizado esculturas em pedra e em barro, mas é na pintura e colagem que desenvolve maior actividade.
Realizou dois grandes painéis murais decorativos em Almada /Pragal) e Costa da Caparica (Parque de Campismo do CCA).
Foi um dos sócios fundadores de IMARGEM - Associação de Artistas Plásticos de Almada, tendo integrado várias das suas direcções.
Participou em muitas dezenas de exposições colectivas e tem realizado algumas mostras individuais.
Foi autor do monumento ao Pescador em Ferragudo.
Consta no livro “Portugueses 20th century artists” de Michael Tannock, é referido no livro de Romeu Correia “Homens e Mulheres Vinculados às Terras de Almada”, assim como no “Arte Guia Luso-Espanhol” de 1989